# Licznik rowerowy

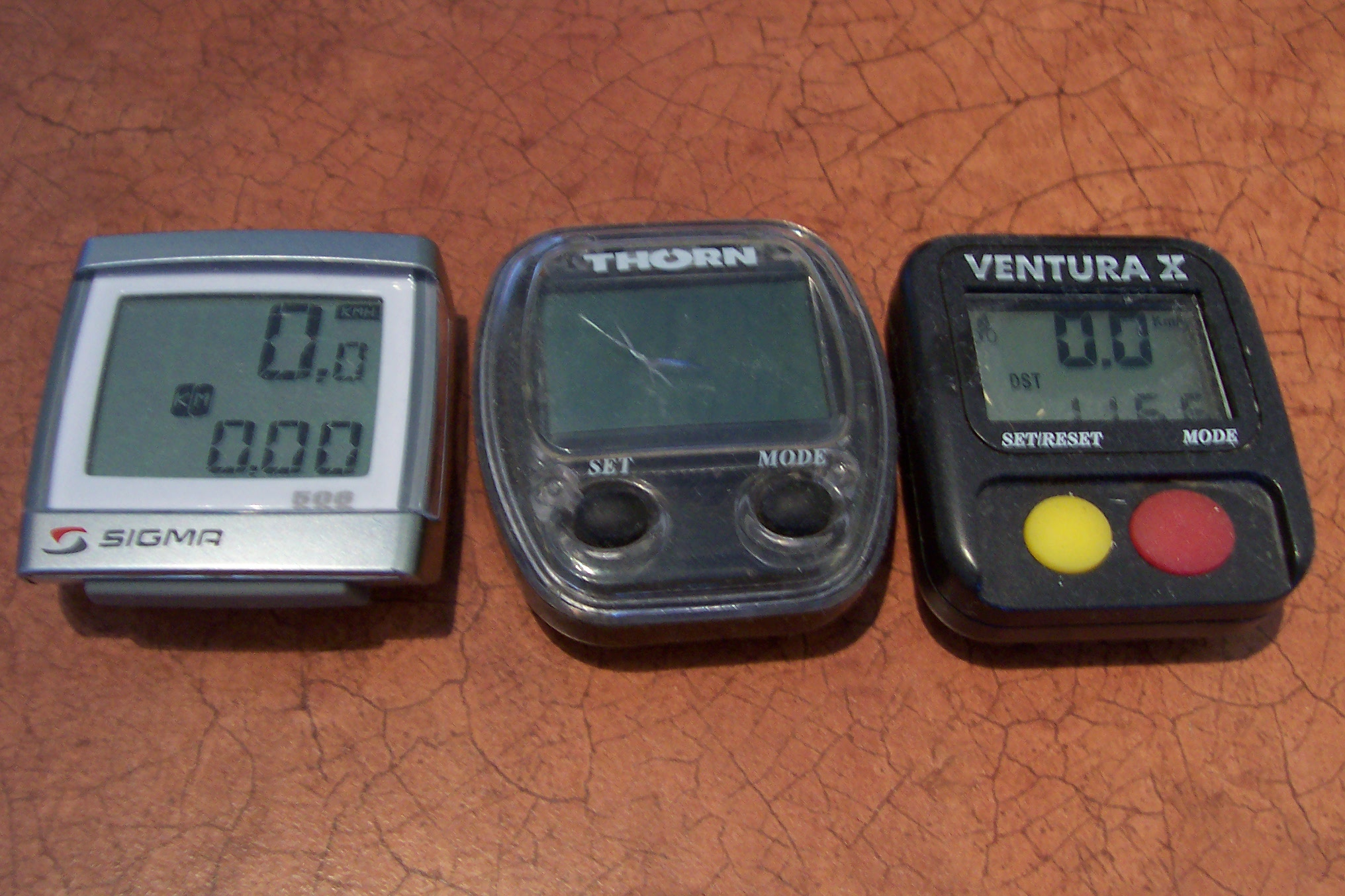
Liczniki rowerowe

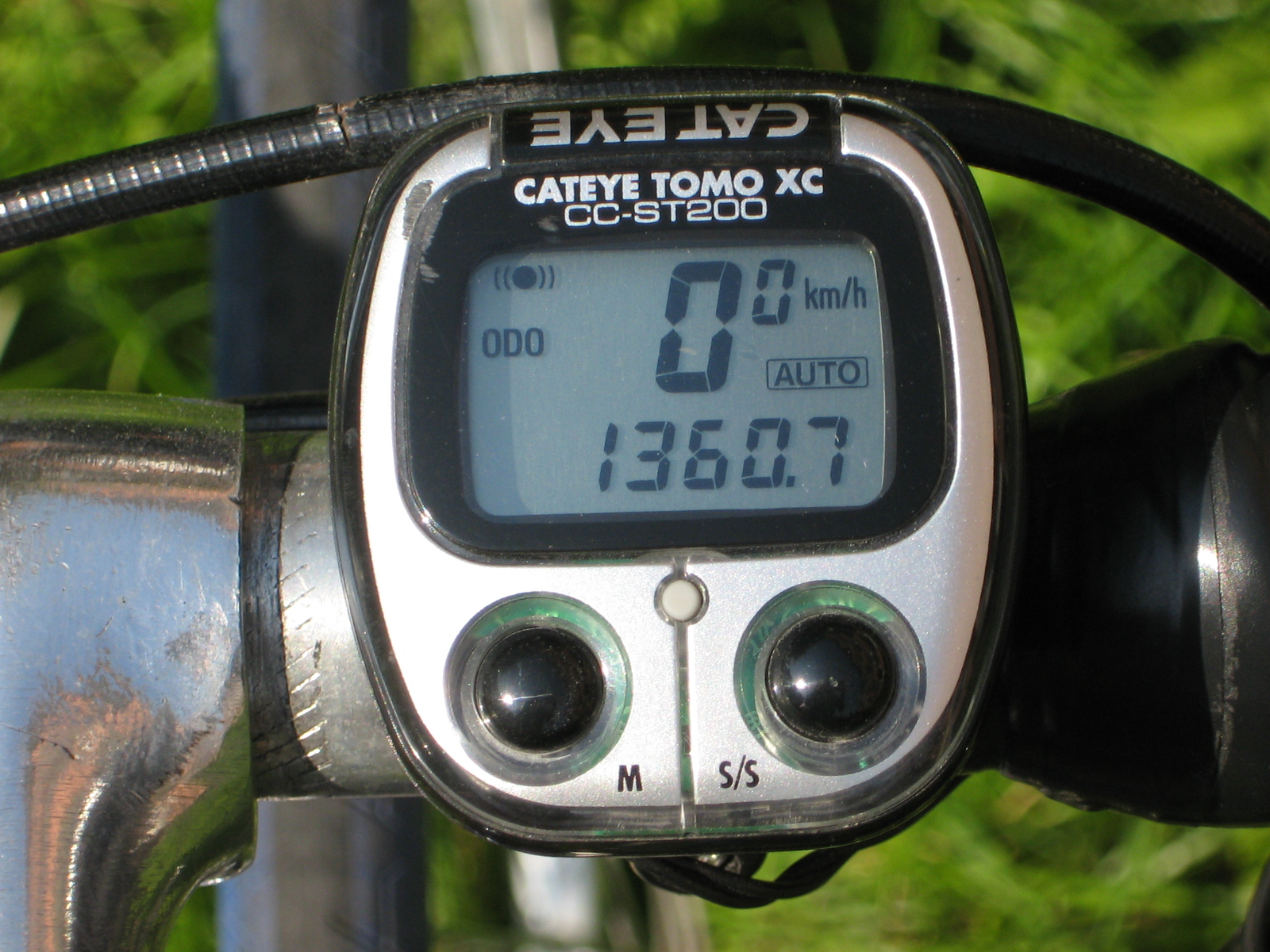
Licznik rowerowy

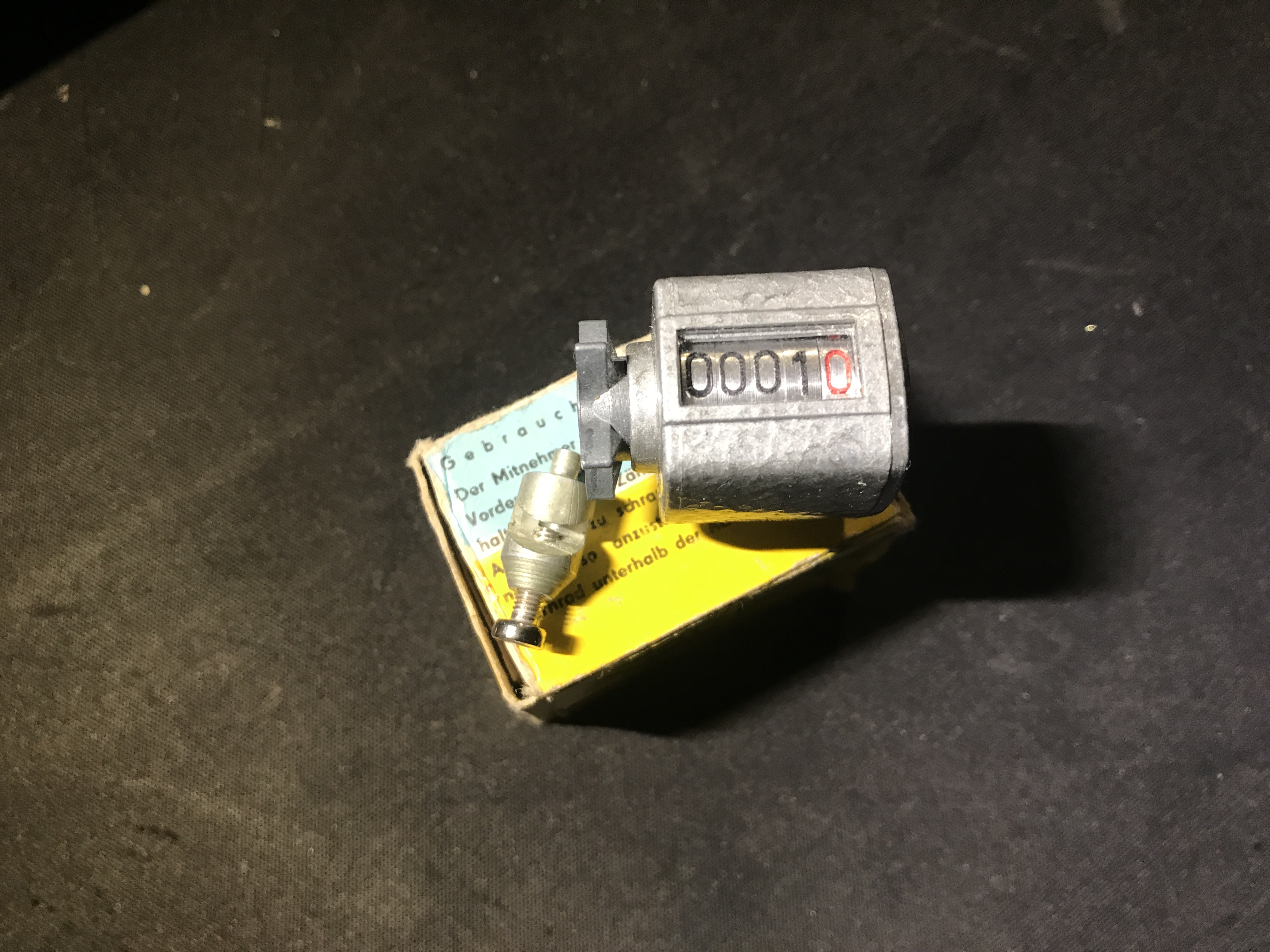
Dawny licznik rowerowy produkcji niemieckiej.

Licznik rowerowy – urządzenie dodatkowo montowane na rowerach, zazwyczaj posiadające prędkościomierz, licznik dzienny przejechanego dystansu, licznik całkowity, zegarek. 
Bardziej rozbudowane posiadają:
- pamięć prędkości maksymalnej
- wskazanie prędkości średniej
- automatyczne zliczanie czasu podróży
- wskazanie kadencji (liczba obrotów korby w ciągu jednej minuty)
- ilość spalanych kalorii
- pulsometr
- altimetr mierzy pokonany podjazd
- tendencję prędkości (zwalniasz/przyśpieszasz)
- sygnalizator dźwiękowy nadający tempo (rodzaj metronomu)
- termometr
- podświetlenie
- interfejs do komputera

Obecnie jest to konstrukcja elektroniczna pobudzana impulsami wywoływanymi przez przemieszczanie się obok czujnika elektromagnetycznego zamontowanego na widelcu roweru nadajnika impulsów zainstalowanego na szprychach lub poprzez generowanie impulsów w układzie magnes-kontaktron.
Dawniejsze konstrukcje liczników były prostymi urządzeniami mechanicznymi, w których przykręcona do szprychy śruba z kołkiem obracała małe kółko zębate na osi mechanicznego licznika przykręconego do widelca roweru.
Konstrukcja licznika umożliwia dokładną jego regulację w zależności od obwodu koła roweru, na którym licznik jest montowany.